# انگار آن‌جا نیستم
انگار آن‌جا نیستم (انگلیسی: As If I Am Not There) یک فیلم درام به کارگردانی هوانیتا ویلسن است که در سال ۲۰۱۰ منتشر شد. از بازیگران آن می‌توان به استلان اسکاشگورد، یلنا یووانووا و میرای گربیچ اشاره کرد. ماجرای فیلم بالکان روی داده و فیلم به زبان صربی-کرواتی است. این فیلم به عنوان نمایندهٔ ایرلند جهت رقابت برای به‌دست آوردنِ جایزه اسکار بهترین فیلم بین‌المللی در هشتاد و چهارمین دوره جوایز اسکار معرفی شد، اما به فهرست نهایی راه نیافت.

## داستان
فیلم دربارهٔ معلمی به‌نام سمیرا که به یک روستای دوردست می‌رود. پس از آنکه روستا مورد تهاجم نیروهای دشمن واقع می‌شود،مردان روستا تیرباران شده و او و سایر زنان روستا را حبس کرده و به همگی تجاوز می‌کنند. فیلمنامهٔ این فیلم بر پایهٔ رمانی به همین نام اثر اسلاونکا دراکولیچ نکاشته شده‌است که به مسئلهٔ تجاوز جنسی در جنگ بوسنی می‌پردازد.